# Salix caesia
Salix caesia là một loài thực vật có hoa trong họ Liễu. Loài này được Vill. miêu tả khoa học đầu tiên năm 1789.